# みこみみみみこ〜妖魔討伐神子録〜
『みこ みみみみこ〜妖魔討伐神子録〜』（みこ　みみみみこ　ようまとうばつみころく）は、いしとゆうらによる日本の漫画作品。
単行本全3巻。

## 作品解説
いしとゆうらのデビュー作である。正確には同名で「〜妖魔討伐神子録〜」の副題が入らない、2013年スクウェア・エニックスのヤングコミック部門で大賞を受賞した作品で、同年の『ヤングガンガン』15号に掲載された。この受賞作の構成は単行本化された際の物と基本的には同じであるが、穂子や姫路のキャラクターデザインが違う。制服に紋が入っていない。等の差異がある。
この受賞作を連載版へ合わせる形で修正を施したのが、ヤングガンガンオフィサルサイトにて掲載された第0話。単行本では第1話として収録された作品である。
その1年後、第0話を継承する形で『ヤングガンガン』において2014年11号から2015年15号まで連載された。
当初は単行本の裏表紙にあった通り、「青春爆裂系ガールズストーリー」として学園物の雰囲気を持っていたが、途中から退魔バトル物へと方向性が変わって行き、話の導入となった謎の神子他、様々な伏線が回収されぬまま、話が途中収束する形で連載を終えている。
なお、単行本の表紙等でわかるように「みこ」と「みみみみこ」を繋げずに間を空け、「みこ みみみみこ」と表記するのが正確なタイトル名である。

## ストーリー
神陵（しんりょう）高等専門学校。それは妖魔災害対策のため、神祇庁（じんぎちょう）と共に設立された神子（みこ）の養成機関である。幼い頃に妖魔から神子に命を助けられたことから神子に憧れ、社家の出では無い不利を乗り越えて入学した三実 深美子は、紆余曲折を経て周囲に認められて行く。
深美子は数々の妖魔と戦い、やがて強大な神力を発揮する「始祖子」（オリジン）としての力の片鱗を見せ始める。だが、その力を狙う者がいた。それは最凶の妖魔として知られる「戯の猫」だった。
クラスメイトの危機を救うため、惨劇の起きた地、糸針村を舞台に猫と深美子との決戦が開始される。

## 登場人物
基本的に全員女性。声はオーディオドラマ版の声優である。

### 神陵高等専門学校
妖魔対策用に神祇庁が創立した全寮制の高専。対妖魔部隊の養成学校として知られているが実技のみならず、高校生としての一般教養課程も学ぶ。山一つが丸々学校施設で、退魔用結界に覆われている。
制服は巫女装束で胸と背中に学年別の紋が入っている。一部、実践任務に当たる特任生徒には、呪術的な強化を施した「戦装束」なる特殊な巫女装束の着用が許されている。

#### 主要人物
三実 深美子（みみ みみこ）
声 - 上坂すみれ
主人公。神陵高専神子専攻科の一年生。強大な神力を秘めた「始祖子」（オリジン）。闘争本能が強く、よろしくを「しくよろ」先輩を「パイセン」と呼ぶなど、少しヤンキーな口調が混じる。
社家の出では無く、一般家庭の出身なので神子としての基礎訓練がなっておらず、入学するまで肉体だけを延々と鍛えていた体育会系。大食いで数人前の食事をぺろりと平らげる。戦い方も肉弾戦系で「どっせい!」の口癖と共に、神力を込めた拳や蹴りを叩き付ける。肉体面は頑強だが、座学の方はからっきしで留年の危機がチラついている。
本人の記憶は封印されているが、校長曰く、かつて「人を逸脱した存在」であったらしい。ただ、それが何であるかは本編では語られなかった。
海部 穂子（あまべ すいこ）
声 - 大橋彩香
深美子のクラスメイト兼ルームメイト。神子の名門、海部家の出身。総合戦闘力は高い。
一応、深美子のライバル的存在。しかし、物語途中で深美子を支援する側へと回り、「猫」の手掛かりを求め、糸針村へ調査に赴く。
強がっているが意外と小心。妖魔は平気だが、得体の知れぬ幽霊やお化けの類いが苦手。
深美子の人間離れした規格外な「始祖子」の強大な力に疑問を向け、校長へ問い質しているが、前述の「人を逸脱した存在だった」「普通の始祖子ではない」以外は機密事項として触れることが叶わなかった。
森村 姫路（もりむら ひめじ）
声 - 高森奈津美
深美子のクラスメイト。封呪を得意とする森村家の出身。おっとり系で深美子からは「天使」と称されている。直接戦闘力は低いが封印/結界系の術に強く、サポート系として優秀。巨乳。
穂子と共に「猫」の手掛かりを求め、糸針村へ調査に赴く。

#### 一年生
伊禮　莉紗（いれい りさ）、絹川 夏子（きぬかわ かこ）
深美子のクラスメイト。寮室104号の住人。莉紗は褐色肌で琉球訛りがある。夏子は回復系が得意。
鴻江 十毬（こうのえ とまり）、
深美子のクラスメイト。名門の家系だが落ちぶれているのにコンプレックスを持ち、嫉妬から深美子および穂子や姫路に猛烈なライバル心を持つ。そこを猫に利用されてしまう。
玉野 詩子（たまの うたこ）
深美子のクラスメイト。十毬の友人。実家は神術研究の大家。十毬のために禁術を持ち出す。
吉澤 歩（よしざわ あゆむ）
深美子のクラスメイト。少しドジッっ子。穂子に憧れている。

#### 上級生
鵺狩 真凛（ぬえかり まりん）
声 - 内山夕実
生徒総長。学園最優秀生徒。深美子が神子に憧れるきっかけとなった神子は、彼女の姉。
二宮 菖蒲（にのみや あやめ）
声 - 種﨑敦美
真凜に影の如く付き添う生徒副総長。おかっぱ頭と分厚い丸眼鏡の持ち主。声が小さい。
鴇沢 凱乃（ときざわ ときの）
三年生の特任生徒。深美子を特訓した「パイセン」。力はあっても技が伴わない深美子を翻弄する超実力者。巫女装束はミニ丈、ヘソ出しの戦装束。
頭鬼 葉月（ずき はづき）
三年生の特任生徒。レズっ気のある、特殊な性癖の持ち主。京都弁で喋る。得意なのは探索系。常に目元を目隠しで覆っており、巫女装束は緋袴へスリットを入れた、腰布風戦装束。

#### 教師
蛇地野 教子（じゃじの きょうこ）
声 - 川澄綾子
神子専攻科一年の担任教師。地味。ジャージ姿で野暮ったい。
弥里多 りい（みりた りい）
神子専攻科三年担当教官。ミリタリールック姿。ヘリの操縦も可能で、深美子を針糸村まで送迎した。
校長
謎の人物で本名は元より性別、容姿も不明。呪詛避けなのか、徹底的に個人情報を秘匿したいらしく、人前に出る際は使い魔のカラスが喋る。

### その他
謎の神子
声 - 能登麻美子
6年前に妖魔に襲われている深美子を助けた神子。鵺狩 真凛の姉であるが、姓名は不明。
余りにも強い神力を持つ深美子へ鵺狩家秘伝のお守りを渡しており、それは現在は深美子の髪飾りとなってる。なお、同型のお守りは真凛も所持している。
ミコスキ
巨大な低級妖魔。入学初日に深美子らに襲いかかる。
ミコシネ
低級妖魔。入学翌日に真凛が、特訓代わりに深美子ら三人へぶつけた相手。数が膨大。
タイ・バッツ
教師をモチーフにした妖魔。結界系の技を使って、勉強を強制させて神力を奪い取る。
龍胆 遙（りんどう はるか）
針糸村の幽霊少女。猫が起こした惨劇の真相を知っている。
戯の猫（あじゃらのねこ）
針糸村で住民全てを殺害する惨劇を引き起こした、凶悪な妖魔。見た目は童女姿の化け猫。
甲斐 節子（かい せつこ）
解説妖精。旧スクール水着を着たフェアリー。様々な設定の解説を担当する。

## オーディオドラマ
単行本第1巻、第2巻の購入特典として、2017年5月24日までの期間限定でオーディオドラマが配信される。
聴くに当たっては単行本カバー袖にあるQRコードをアクセスする必要があり、スマートフォン専用。パソコンなどでは利用出来ないが、公式サイト「スクウェア・エニックスチャンネル」で冒頭部分のみを抜き出した「第1巻おまけオーディオドラマお試し版」が試聴可能。
能登麻美子を除きドラマに出演した声優たちのコメントが、単行本第1巻、第2巻の帯に載っている。

## 書誌情報
- いしとゆうら 『みこ みみみみこ〜妖魔討伐神子録〜』 スクウェア・エニックス 〈ヤングガンガンコミックス〉全3巻
  1. 2015年3月25日初版発行 ISBN 978-4-7575-4566-3
  2. 2015年5月25日初版発行 ISBN 978-4-7575-4567-0
  3. 2015年9月25日初版発行 ISBN 978-4-7575-4752-0